# Prupt
Il Prupt (in russo Прупт?) o Prub (Пруб) è un fiume della Russia europea orientale, affluente di sinistra della Severnaja Kel'tma nel bacino della Dvina Settentrionale. Scorre nella Repubblica dei Comi, nel rajon Ust'-Kulomskij.
Il fiume scorre in direzione mediamente orientale in una zona paludosa, toccando alcuni piccoli insediamenti. Sfocia nella Severnaja Kel'tma a 27 km dalla foce. Ha una lunghezza di 163 km, il suo bacino è di 3 230 km². Il suo maggior affluente è il Pib"ju (lungo 106 km) proveniente dalla sinistra idrografica.